# Bedero Valcuvia
Bedero Valcuvia – miejscowość i gmina we Włoszech, w regionie Lombardia, w prowincji Varese.
Według danych na rok 2004 gminę zamieszkiwały 602 osoby, 301 os./km².